# Colgante de las abejas de Malia

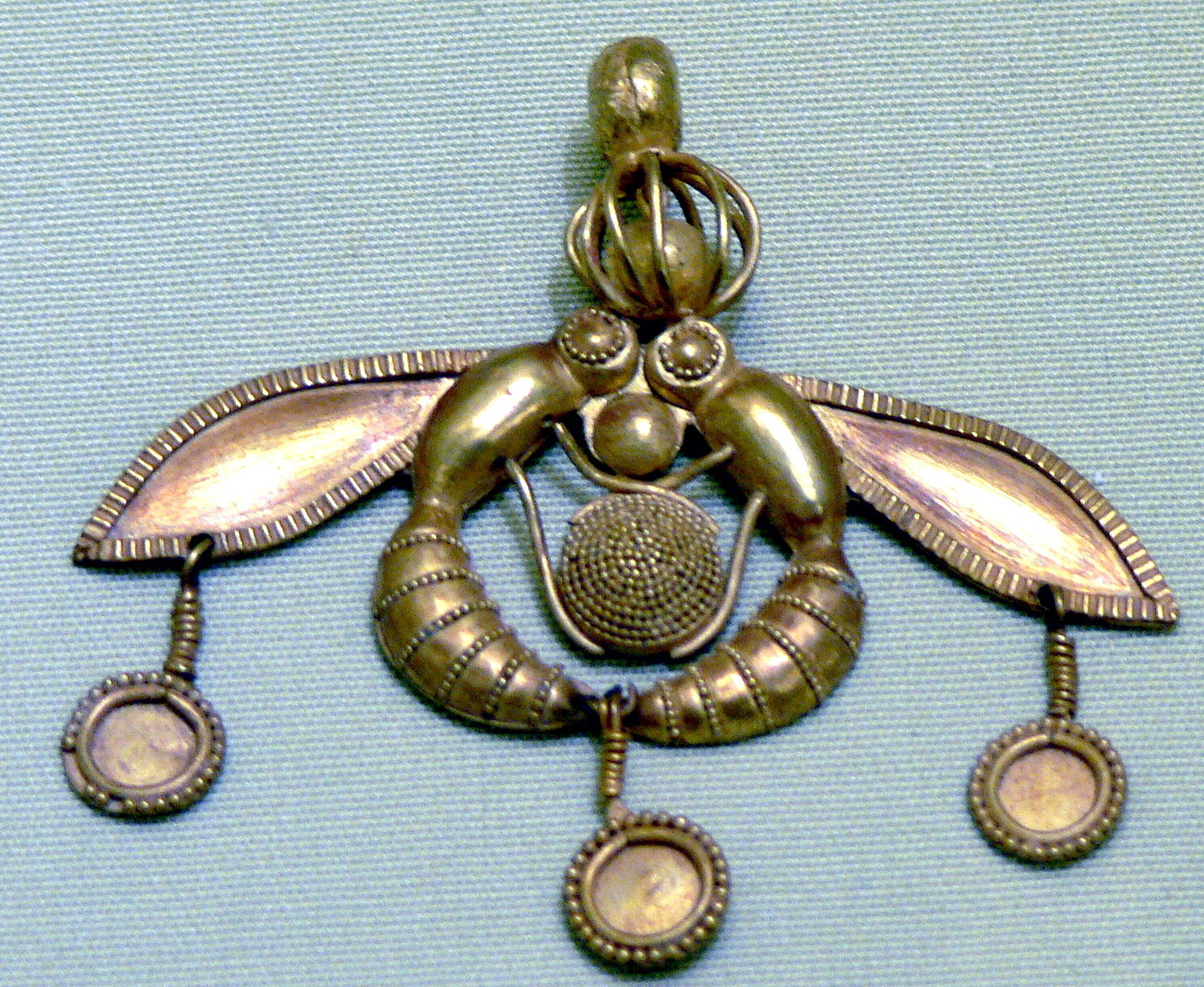
El colgante de las abejas de Malia.

El colgante de las abejas de Malia (en griego: Χρυσό κόσμημα των μελισσών) es una joya de oro de la época minoica encontrada en el Yacimiento arqueológico de Malia (isla de Creta). En la actualidad forma parte del fondo del Museo Arqueológico de Heraclión.

## Descripción
El colgante fue descubierto en 1930 por los arqueólogos franceses Fernand Chapouthier y Pierre Demargne en la necrópolis de Crisólakos, un recinto funerario ubicado a escasos 500 metros del recinto palaciego de Malia. El colgante mide 4,9 cm de altura por 4,6 cm de ancho. Representa dos abejas (o dos avispas) que chupan una gota de miel. Otra interpretación del colgante explica que podrían estar depositando dicha gota en la colmena, que sería el centro de la joya. Los cuerpos de los insectos, representados lateralmente, están curvados y se tocan por la cabeza y por el aguijón, de modo que el conjunto forma un círculo del que salen por los lados las alas de los insectos. Sobre sus cabeza hay una bola de oro en una especie de jaula. En las alas y del lugar donde se juntan los cuerpos hay todavía pequeños colgantes con un círculo rodeado de un friso granulado. Estos pequeños granitos y los de la colmena tienen sólo 0,4 mm de diámetro.
La pieza está datada entre los años 1800 y 1700 a. C., en la última etapa del Minoico Medio o de los Palacios Antiguos o Protopalacial, y se considera una obra maestra del arte minoico.